# Vein (Boris)
Vein è un album in studio del gruppo musicale giapponese Boris, pubblicato nel 2006 in due differenti versioni, denominate Drone Version e Hardcore Version.

## Tracce
Drone Version
1. Untitled – 16:55
2. Untitled – 16:42

Hardcore Version
1. Untitled – 4:01
2. Untitled – 2:15
3. Untitled – 1:37
4. Untitled – 1:14
5. Untitled – 1:18
6. Untitled – 1:49
7. Untitled – 2:21
8. Untitled – 1:14
9. Untitled – 0:46
10. Untitled – 1:01
11. Untitled – 2:01
12. Untitled – 10:31

## Formazione

### Gruppo
- Takeshi – voce, basso, chitarra
- Wata – chitarra, voce
- Atsuo – batteria, voce